# Дзенишевская, Эдита
Эди́та Дзенише́вская-Ке́ркла (пол. Edyta Dzieniszewska; 5 мая 1986, Августов) — польская гребчиха-байдарочница, выступает за сборную Польши с 2005 года. Чемпионка Европы и мира, бронзовый призёр Европейских игр в Баку, обладательница двух бронзовых медалей летней Универсиады в Казани, победительница многих регат национального и международного значения.

## Биография
Эдита Дзенишевская родилась 5 мая 1986 года в городе Августове Подляского воеводства. Активно заниматься греблей начала с раннего детства, проходила подготовку в местном спортивном клубе «Спарта».
Первого серьёзного успеха на взрослом международном уровне добилась в 2005 году, когда попала в основной состав польской национальной сборной и побывала на домашнем чемпионате Европы в Познани, откуда привезла награду золотого достоинства, выигранную в зачёте четырёхместных байдарок на дистанции 1000 метров. На европейском первенстве 2008 года в Милане в той же дисциплине выиграла серебряную медаль, уступив на финише только титулованному экипажу из Венгрии.
Будучи в числе лидеров гребной команды Польши, благополучно прошла квалификацию на летние Олимпийские игры в Пекине — стартовала здесь в четвёрках на дистанции 500 метров вместе с такими гребчихами как Беата Миколайчик, Анета Пастушка и Дорота Кучковская, сумела дойти до финальной стадии турнира, однако в решающем заезде финишировала лишь четвёртой, немного не дотянув до призовых позиций.
После пекинской Олимпиады Дзенишевская осталась в основном составе гребной команды Польши и продолжила принимать участие в крупнейших международных регатах. Так, в 2011 году она выступила на чемпионате Европы в Белграде, где стала бронзовой призёршей в одиночках на тысяче метрах. Будучи студенткой, отправилась представлять страну на летней Универсиаде в Казани, в итоге получила бронзовые медали в одиночках и четвёрках на пятистах метрах. Кроме того, в этом сезоне добавила в послужной список бронзовую и серебряную награды, выигранные в одиночном километровом зачёте и в зачёте эстафеты 4 × 200 м соответственно.
На чемпионате мира 2014 года в Москве Эдита Дзенишевская дважды поднималась на пьедестал почёта, взяла серебро в полукилометровой гонке байдарок-четвёрок и одержала победу в программе эстафеты. Благодаря череде удачных выступлений удостоилась права защищать честь страны на Европейских играх 2015 года в Баку — выиграла здесь бронзовую награду в четвёрках на пятистах метрах, пропустив вперёд экипажи из Венгрии и Германии.